# Mycosphaerella readeriellophora
Mycosphaerella readeriellophora är en svampart som beskrevs av Crous & Mansilla 2004. Mycosphaerella readeriellophora ingår i släktet Mycosphaerella och familjen Mycosphaerellaceae.   Inga underarter finns listade i Catalogue of Life.